# Catocala doerriesi
Catocala doerriesi là một loài bướm đêm thuộc họ Erebidae. Nó được tìm thấy ở đông bắc Nga (Amur, Khavarovsk, Primorye), miền bắc Trung Quốc và Hàn Quốc.
Sải cánh dài khoảng 67 mm.